# اکوا (بازیکن فوتبال)

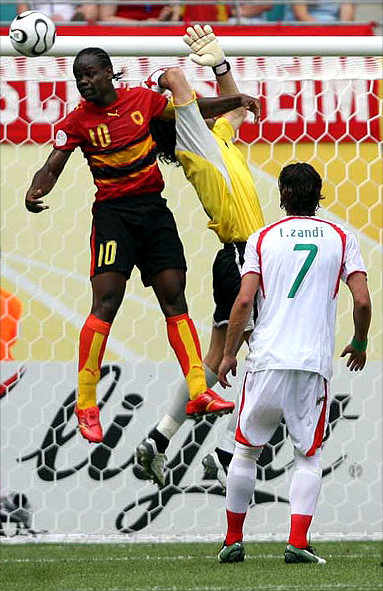
«اکوا» در بازی ایران و آنگولا - جام جهانی ۲۰۰۶

اکوا (انگلیسی: Akwá؛ زادهٔ ۳۰ مهٔ ۱۹۷۷) یک بازیکن فوتبال در پست مهاجم اهل آنگولا است.

## باشگاهی
از باشگاه‌هایی که در آن بازی کرده‌است می‌توان به بنفیکا، آکادمیکا، الوکره، الغرافه و
القطر اشاره کرد

## تیم ملی
وی همچنین در تیم ملی فوتبال آنگولا بازی کرده است.